# Deutschland. Zeitschrift für Heimatkunde und Heimatliebe. Organ für die deutschen Verkehrs-Interessen
Deutschland. Zeitschrift für Heimatkunde und Heimatliebe. Organ für die deutschen Verkehrs-Interessen (später Deutschland: das illustrierte Blatt für Heim und Reise) war eine deutsche Zeitschrift zur Förderung des Fremdenverkehrs. Zu den Herausgebern zählte der Bund Deutscher Verkehrs-Vereine und der Verband Deutscher Gebirgs- und Wandervereine. Sie erschien etwa monatlich in der Größe 4° (31 × 22 cm) in den Jahren 1912 bis etwa 1928 bei der Düsseldorfer Verlags-Anstalt, Verlag J. J. Weber und Verlag Deutsche Reise und Wanderzeitschrift.